# Andreas Hallén
Johan Andreas Hallén (Göteborg, 22 dicembre 1846 – 11 marzo 1925) è stato un direttore d'orchestra e compositore svedese del periodo tardoromantico.

## Biografia
Hallén studiò per molto tempo in Germania e questo segnò profondamente il suo stile, in particolare egli era un gran estimatore di Richard Wagner. Hallén avrebbe voluto persino stabilirsi in Germania ed intraprendere lì la carriera di musicista e compositore ma nel 1872 ritornò a Goteborg dove fondò una società musicale. Dopo sei anni dovette però abbandonare il progetto per difficoltà economiche. Nel 1878 tornò quindi in Germania e si stabilì a Berlino, diventando insegnante e critico musicale. Qui riscoprì la sua passione per le opere di Wagner ed insieme ad Hans Herring, un avvocato tedesco grande sostenitore del compositore di Lipsia, iniziò a pianificare l'opera Harald der Wiking. Quest'opera ebbe successo e Hallén, grazie anche al non trascurabile aiuto di Franz Liszt, riuscì a farla rappresentare a Lipsia nel 1881. Hallén ripagherà il favore dedicando a Liszt la sua seconda rapsodia. Egli ritornò poi in Svezia dove rimase per il resto della sua vita. In patria le sue opere divisero il pubblico e la critica, attirandogli complimenti ma anche feroci critiche.